# هولی تری (آلاباما)
هولی تری (به انگلیسی: Hollytree) یک منطقهٔ مسکونی در ایالات متحده آمریکا است که در شهرستان جکسون، آلاباما واقع شده‌است. هولی تری ۲۰۳٫۹۱ متر بالاتر از سطح دریا واقع شده‌است.